# Zegara
Zegara é um gênero de traça pertencente à família Brachodidae.